# 洛斯特山 (加利福尼亞州)
洛斯特山（英語：Lost Hills）是位於美國加利福尼亞州克恩縣的一個人口普查指定地區。

## 地理
洛斯特山的座標為35°36′59″N 119°41′39″W / 35.61639°N 119.69417°W，而該地最高點為海拔高度93米（即305英尺）。

## 人口
根據2010年美國人口普查的數據，洛斯特山的面積為14.409平方千米，當中陸地面積為14.378平方千米，而水域面積為0.031平方千米。當地共有人口2412人，而人口密度為每平方千米167人。